# 1009-й мотострілецький полк (РФ)
1009-й мотострілецький полк — тактичне формування Сухопутних військ Російської Федерації, сформоване в ході мобілізації в Росії в 2022 році.

## Історія
1009-й мотострілецький полк створений у 2022 році з мобілізованих Псковської області.
У листопаді 2022 р. полк передислокувався до Луганської Народної Республіки, де особовий склад проходив військову підготовку. Потім полк діяв у Білгородській області, охороняючи кордон у районі Нової Таволжанки і зазнаючи обстрілів з боку України.
У червні 2023 року загинув командир полку — полковник Кузнєцов Володимир Вікторович. .
З 9 травня 2024 року 1009-й мотострілецький полк бере участь у боях за Вовчанськ.